# ジェンダー・トラブル
『ジェンダー・トラブル：フェミニズムとアイデンティティの攪乱』（ジェンダー・トラブル：フェミニズムとアイデンティティのかくらん、原題：英語: Gender Trouble: Feminism and the Subversion of Identity）は、フェミニスト・クィア理論家として著名なジュディス・バトラーの代名詞的な著作である。1990年にアメリカ合衆国で初版が刊行された。
バトラーは、「科学的なセックス」「社会的なジェンダー」という二元論の解体を試み、いずれもパフォーマティヴな概念（繰り返しの行為・繰り返しの演技を通して社会的に構築されるもの）であると唱えた。ジェンダー・アイデンティティは、生まれながらにして自然に「ある」ものではなく、パフォーマティヴに「なる」ものであるというのが本書の主張である。本書は第三波フェミニズムの先駆けとなる著作であり、その後のレズビアン・ゲイ研究やクィア理論に大きく道を開いた。

## 背景
『ジェンダー・トラブル』が著された時代的な背景としては、以下の三点が挙げられる。
フェミニズムの文脈
「個人的なことは政治的なこと」をスローガンにした第二波フェミニズムの流れの中で、「女」という同一性が運動の基盤とされたが、運動の担い手であった中産階級の白人女性が「女」という同一性を強調すると、運動内にある女性の差異（レズビアン・有色人種・労働者階級など）が蔑ろにされた。この状況への批判として、性差別と闘うときに、その抑圧の複雑性・重複性・同時性を考えることが重要であるという考えが生まれ（インターセクショナリティ）、その問題に着手した試みの一つが『ジェンダー・トラブル』であった。特に、バトラー当人は、本書はフェミニズムの書であり、フェミニズム内部の強制的異性愛やレズビアン・フェミニズムを批判する動機で書いたものであると明言している。本著は、フェミニスト思想家のシモーヌ・ド・ボーヴォワール、モニック・ウィティッグ、リュス・イリガライ、ゲイル・ルービンなどの著作から多大な影響を受けている。
性的少数者の社会運動との結びつき
1980年代、AIDSの流行などによって、アメリカ合衆国では性的少数者への差別が激しくなっていた。そこで生まれた運動では、AIDS患者・感染者だけではなく、多様なマイノリティ集団やヘルス・ワーカー、家族などを包摂する連帯の方法が模索されていた。この時期は、クィア・ネーションによってダイ・インやキス・インのような政治的パフォーマンスも行われており、バトラーの理論はこうした当時の社会運動との同時代性を見い出せる。バトラー自身は、『ジェンダー・トラブル』をクィア理論の書として執筆したわけではなかったが、こうした点において、本書は性的少数者の運動が直面した問題に応えるものであった。
ポスト構造主義理論の導入
主体を中心とした認識論的な枠組みを批判的に問い直すポスト構造主義は、「主体の死」を宣告するものであり、アイデンティティに根差した運動に危機をもたらすように見えるが、『ジェンダー・トラブル』はこの問題に応えつつ新しい地平を切り開くものであった。

## 内容

### 主な主張

#### フェミニズムの主体
バトラーは本書で、「女」というカテゴリーを通して理解されるアイデンティティがあり、それが言説や政治において「表象／代表」を求める主体を構築する、という過去のフェミニズム理論で中心とされてきた想定を批判している。バトラーの考えでは、「男性」や「女性」といったジェンダーは、社会階級・民族・セクシュアリティ・地域といった要因と複雑に絡み合って構成されている。よって、「女」という一般に共有される概念があるという想定や、「女」という単一の抑圧の形態があるという想定は、「普遍的な家父長制がある」という主張とパラレルな関係にあり、その想定は、差別や抑圧が特定の時代や場所によって個別的であることを消し去ってしまう。したがって、バトラーは、フェミニズムの政治の基盤としてアイデンティティを持ち出すことを批判し、「女」という主体がどこにも前提とされない場合に「表象／代表」がフェミニズムにとって有意義になると述べる。
この主張の背景には、バトラーが、当時のフェミニズムにおける主体とされてきた「女」というアイデンティティが往々にして「異性愛者の女」であるという点を問題視していたことがある。フェミニズム運動も社会規範とは無縁ではなく、当時のフェミニズム運動で表象される「女たち」からレズビアンなどの性的少数者や他のマイノリティが周縁化・排除されるという問題に向き合ったのがバトラーであった。

#### セックスとジェンダーの区別
バトラーは、セックスとジェンダーの区別という前提に対する構造的な批判を試みている。この区別では、セックスは生物学的であり、ジェンダーは文化的に構築されたものとされるが、バトラーはこの誤った区別がフェミニズムの統一的な主体を分裂させると論じる。
バトラーによれば、「自然に由来する事実としてのセックス」という考え方は、政治的・社会的な利害に寄与するため、科学的言説によって自然な事実であるかのように作り上げられたものである。そしてジェンダーは、単に生得のセックスに文化が意味を書き込んだものというだけではなく、ジェンダーによってセックスそのものが確立される生産装置となっている。つまり、セックスが「前-言説的」なもので、文化的な強制より前から存在するという考え方は、ジェンダーという機能による効果に過ぎず、見せかけの事実に過ぎない。セックスの身体はジェンダーなしでは意味を持たず、セックスとジェンダーはどちらも社会的に構築されたものであるというのがバトラーの主張である。
また、バトラーは、「ジェンダー規範」とは、セックス・ジェンダー・セクシュアリティの間に一貫性を付与する「理解可能性の規範」だと指摘する。たとえば、「オスに生まれれば（＝セックス）、社会的な男性性を身につけ（＝ジェンダー）、性愛を女性に向ける（＝セクシュアリティ）」といった一貫した規範だけで人は理解され、この枠組みから逸脱すると、「奇妙なもの」「おぞましいもの」として排除される。ジェンダー規範は、理解可能な一貫する主体を形成するだけではなく、そうではない人を排除する仕組みと一体になっているというのがバトラーの説である。
ここからバトラーは、ジャン＝ポール・サルトルやシモーヌ・ド・ボーヴォワールの議論が、デカルト的な精神／身体の二分法に陥っており、その議論では身体が普遍的な事実として存在するとされて問いの対象にならないことを批判する。こうしたバトラーの身体観は、ミシェル・フーコーの学説を参照するところが大きい。

#### パフォーマティヴィティ
バトラーは、ジェンダーは「パフォーマティヴ」（行為遂行的、繰り返しの行為・繰り返しの演技を通して社会的に構築されるもの）なものであると主張する。これは、ジェンダーを表出する行為の背後に、ジェンダー・アイデンティティは存在せず、通常はジェンダーの結果とされる「表出」によって、かえってパフォーマティヴに構築されるのがジェンダー・アイデンティティであるという考え方である。そしてその結果「首尾一貫したジェンダー・アイデンティティ」という幻想が作られるとバトラーは指摘する。不動の実態としてのジェンダー（名詞としてのジェンダー）は架空の構築物であり、その実体的効果は、ジェンダーの首尾一貫性を求める規範的な実践によってパフォーマティヴに生み出され、強要されるものである。よって、「女性」というジェンダー（また「男性」というジェンダー）がパフォーマティヴに構築されるものである以上、常にジェンダーを攪乱する行動への道は開かれており、パフォーマンスによってジェンダーのカテゴリーを揺るがすことが可能であるとバトラーは指摘する。ここから、異性愛主義や男根ロゴス中心主義の言語や法の内部で、攪乱的なパフォーマンスを反復することによって、その虚構性を暴くという戦略をバトラーは提示する。
こうしたバトラーのジェンダー・パフォーマティヴィティやジェンダー・パロディの理論は、エスター・ニュートンの『マザー・キャンプ』におけるドラァグの研究に洞察を得ている。ドラァグは、世の中で展開されているジェンダーの「ものまね」であるが、そもそも「本当のジェンダー」とそれを模倣する「偽物のジェンダー」があるという考え方をバトラーは否定し、あらゆるジェンダーがドラァグと同様に「ものまね」であると指摘する。つまり、ジェンダーは、アイデンティティの本質があってそれが表出したものではなく、外側にある演技・パフォーマンスの積み重ねを通してアイデンティティが構築されるのであり、動詞・行為としてジェンダーをとらえるべきとバトラーは指摘する。

#### フーコーの『性の歴史』

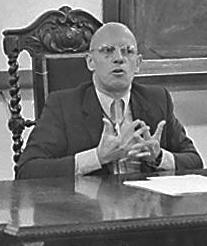
ミシェル・フーコー。1974年。

バトラーは、フェミニズム批評は、解放を目指して権力構造を頼りにするのではなく、「女」というカテゴリーが権力構造によってどう生成され、制約を受けているか分析するべきであるとし、これを「女というカテゴリーを検証する系譜学」と表現する。この「系譜学」の発想はミシェル・フーコーに由来するものである。フーコーは『性の歴史』において、「セックス」は起源ではなく、セクシュアリティの社会規制と管理によって生産される結果であるととらえる。そしてその過程で、セックスは相互に関連性のない多様な性機能を隠蔽して人為的に一つのものに統合し、多様な感情や快楽をそのセックス特有のものとして作り上げ、さらにセックスは「内的本質」で「原因」の位置に置かれる。バトラーは、こうしたフーコーの学説が、ラカン派・新ラカン派の理論を批判する手段を与えるものとして評価する。
また、バトラーは、19世紀のフランスを生きたインターセックスの人物、エルキュリーヌ・バルバンの日記に対するミシェル・フーコーの序文の一部を分析している。フーコーの序文では、バルバンが自分のジェンダーや「性」を自由に表現できた初期の時代が「アイデンティティがない幸せな中間状態」として描写されているが、バトラーは、このフーコーの記述が『性の歴史』におけるフーコー自身の議論と矛盾すると批判する。バトラーは、バルバンの初期の生活も「幸せな中間状態」やユートピア的な悦楽としてとらえるのではなく、権力がセクシュアリティを生産する個別的な仕組みを読み解くものとして捉えるべきだとする。

### 先行の学説の批判
バトラーによれば、家父長制に関する議論の中で、多くのフェミニストが家父長制以前の文化を理想とし、そうした過去の中に抑圧のないユートピア的な社会モデルを見い出そうとしてきた。バトラーは、こうした方法は、現在や未来の利権を守ろうとする自己正当化に陥っており、真正な女性性という文化の前の領域を物象化することになってしまうと述べる。ここからバトラーは、ジェンダーとセックスの区別を支持したいフェミニストが利用してきた言説を批判の対象とする。

#### レヴィ＝ストロース
クロード・レヴィ＝ストロースの構造主義文化人類学は、息子と母の間の近親相姦のタブーが族内婚を禁じることで族外婚を可能にし、「女」が氏族間で交換されることで社会が形成されるとする。そして近親姦タブーは「自然」と「文化」の「あいだ」に位置する文化の普遍的構造であると主張する。これに対してバトラーは、ここで想定される「近親姦」がなぜか異性愛に限定されており、この主張の前提に同性愛の禁止があることを指摘する。そして、性の行為体が男性であるという考え方や、異性愛を自然なものとみなす考え方は、言説によって構築されたものにすぎず、構造主義の枠組みの中では説明されていないにも拘わらず、前提とされてしまっていると批判する。このバトラーのレヴィ＝ストロース批判は、ゲイル・ルービンの研究に着想を得ている。

#### ジークムント・フロイト
バトラーはジークムント・フロイトの「喪とメランコリー」の精神分析を批判の対象としている。フロイトによれば、メランコリー症の人は、何を失ったのか分からず、また失ったことにすら気づいておらず、喪失を「克服」して受容するのではなく、喪失した対象と同一化することで自我に取り込むという反応を示す。ここからフロイトは、すべての自我形成がメランコリー構造を持つとし、幼児はみな両親のどちらかを欲望するが、近親姦タブーによって欲望が断念され、その喪失を同一化し、自我に取り込むと主張する。
これに対して、バトラーは、このフロイト理論の前提に、生まれつきの性的な「気質」が仮定されることに反論する。気質は、同一化の結果であって原因ではなく、禁止によって欲望が生み出されると論じた。バトラーは、同性愛タブーが近親姦タブーに先立って存在し、異性愛のジェンダー・アイデンティティやセクシュアリティは禁止に応えて形成されると述べる。ほか、近親相姦タブー・同性愛タブーの言説をめぐって、ジョーン・リヴィエールの「仮装としての女らしさ」の言説などを批判対象としている。

#### ラカンとクリステヴァ
ジャック・ラカンは、父の法としての「象徴界」の秩序が言語と文化のすべてを構造化し、これは母の身体との一次的な関係を抑圧することで成立するとする。ジュリア・クリステヴァはラカンの学説に異議を唱え、一次的な母の身体に起因する「原記号界」があり、これによって象徴界に攪乱を起こすことができ、それは多様な意味が充満する詩的言語にあると主張した。バトラーによれば、クリステヴァはラカンの理論の限界をうまく暴いてはいるが、「母の身体」を文化に先立つ意味を担うものとしたため、母性を本質的に前-文化的な現実に閉じ込めてしまった。ここからクリステヴァは、女性の同性愛は精神病で、異性愛を親族や文化の先行条件とみなすが、バトラーはこの点も批判する。
バトラーは、フーコー『性の歴史』の議論を引き合いに出し、「母性」が女性にとって失われた避難所であるという考え方は社会的構築物であり、母性が女性を定義するという考え方自体が言説の産物であると主張している。

#### ウィティッグ

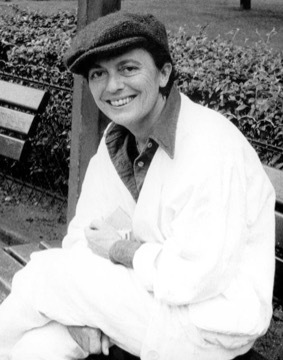
モニック・ウィティッグ。

モニック・ウィティッグは、身体の形は、異性愛の枠組みから生産されたものであり、言語によって、さまざまな層の現実が社会的身体に印をつけ、強制的に形成すると主張し、バトラーはこの点に賛同する。一方、ウィティッグは、異性愛を全面否定するものとしてレズビアニズムを掲げ、異性愛の文脈から徹底して離れることによってのみ異性愛体制の転覆をもたらすことができると主張する。バトラーはこの点を批判し、そのような否定はレズビアニズムが超越しているつもりの異性愛の枠組みにレズビアンが関与し、根本的に依存することになると指摘し、セックスのカテゴリーを奪取し再配備することによって同性愛特有の性的アイデンティティを増殖させるという言説を不可能なものにすると述べる。

## 出版状況
『ジェンダー・トラブル』は、1990年にラウトレッジ社から初めて出版され、その後、1999年、2006年（ラウトレッジ・クラシックス）、2007年にも同社から再出版された。日本語版は、1999年に竹村和子の翻訳で青土社から出版された。

## 評価

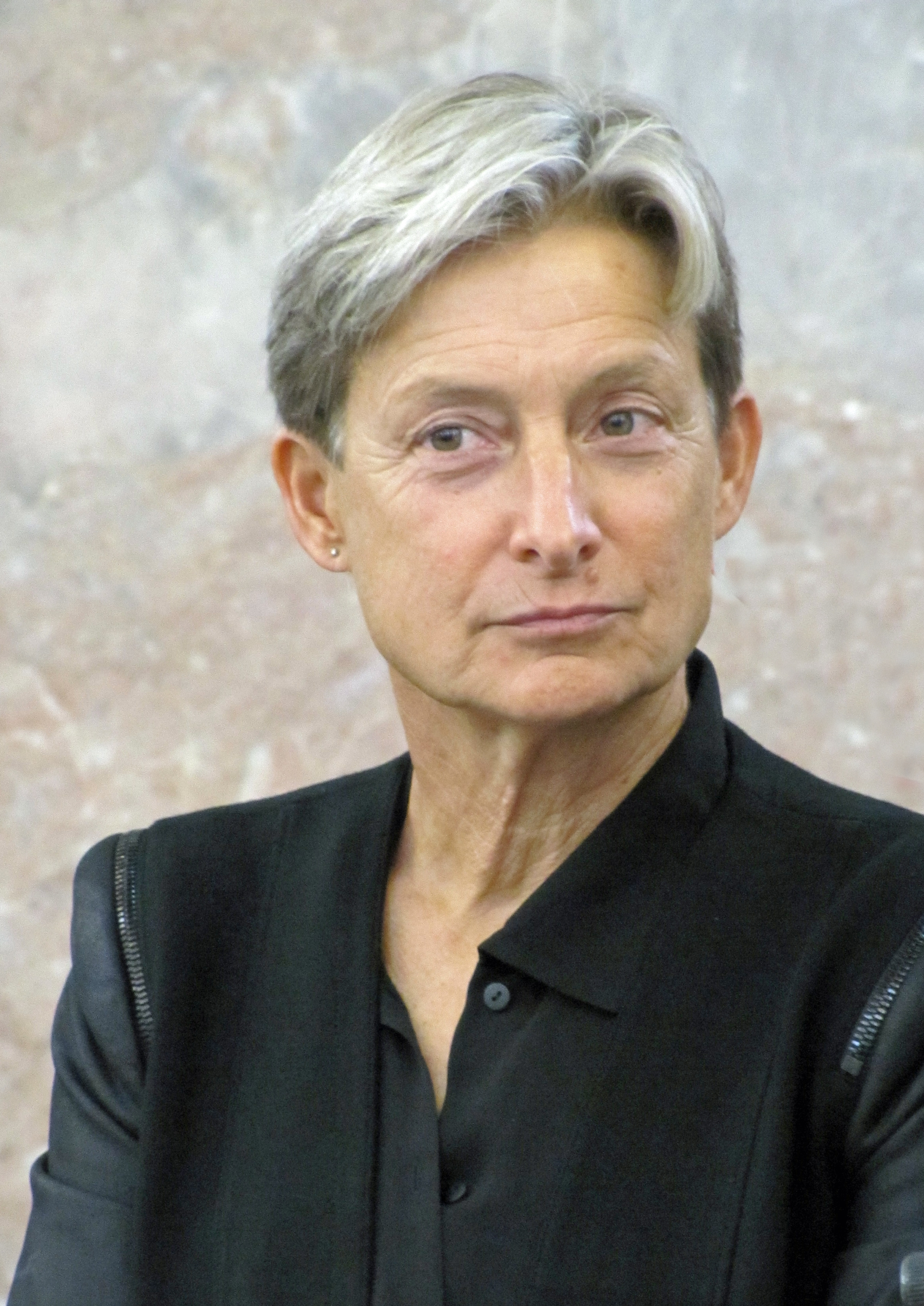
ジュディス・バトラー

アンソニー・エリオットによれば、バトラーは、『ジェンダー・トラブル』の出版によって、フェミニズム、女性学、レズビアン・ゲイ研究、そしてクィア理論の最前線に立つ存在となった。エリオットは、『ジェンダー・トラブル』で展開された中心的なアイデア、すなわち「ジェンダーは即興的なパフォーマンスの一種であり、アイデンティティの意味を構成する演劇性の一形態である」という考えが、1990年代におけるクィア理論のプロジェクトと、反体制的なセクシュアリティの実践において「基盤的なもの」と見なされるようになったと述べる:150。
竹村和子は、本書はイヴ・セジウィックの『クローゼットの認識論』と同年の出版で、1990年代のセクシュアリティ研究の転換点に位置し、セックスにおける本質論との結びつきを完全に断ち切り、異性愛制度を攪乱する地点を異性愛制度の内部に置いたことにおいて、その後のレズビアン・ゲイ研究やクィア理論に大きな道を開いたと述べる。また、上野千鶴子は、バトラーは社会構築主義の一つの到達点であり、バトラー以後にフェミニズム理論の中でパラダイムシフトが起きたとする。

### 他分野への影響
本書は、当時新たな展開を迎えていたフェミニズム運動と、AIDSを背景とした性的少数者の運動との結節点となり、性・身体性の研究、男性史研究にも発展した。本書以後、ジェンダー史研究において、社会・文化の構築物として異性装をとらえる立場が確立した。また、バトラーの「セックスはつねにすでにジェンダーである」という定式は、トランスジェンダーは性別適合手術によって「規範的」な女性や男性にならねばならないという、トランスメディカリズムの定義に対する抵抗として働いた面もある。ほか、現象学の分野においても、バトラーの現象学的身体論への批判は重要な位置にあるとされる。SM研究でも利用され、SMの行為者を能動・受動の二項対立でとらえず、権力構造のパロディ化としてとらえる方向性が示されている。
また、本書が提示したアイデンティティについての考え方は、ジェンダー・アイデンティティのみならず、エスニック・アイデンティティにも応用できるとされる。アイデンティティの確立はある集団への帰属意識を必要とするが、それは帰属・排除の操作を伴う抑圧への入り口になり得るものでもあり、本書はこうしたアイデンティティの構築過程を見なければならないと説いている。このバトラーの考え方から、民族差別や同性愛差別と闘う時に必要なのは当事者性ではなく、当事者性を構築してきた政治を解体をすることであり、強いてカミングアウトしなくても闘うことができるという発想が生まれる。

### 批判
『ジェンダー・トラブル』に対して、マーサ・ヌスバウムが批判したのが以下の点である。まず、バトラーは「転覆・パロディによって社会的構造に抵抗する」というが、バトラーがいう抵抗するべき対象が何なのか、抽象度が高く分からないと批判する。次に、どのような根拠でその規範に抵抗すべきなのかが書かれておらず、正義の転覆は悪なのに、ジェンダー規範の転覆はなぜ善とされるのかが明らかではないと批判する。たとえば、納税順守の規範や、反差別という規範にも抵抗するべきということになるではないか、というのがヌスバウムの批判である。
この批判に対し、成澤 (2023, p. 157)は、バトラーにとっての抵抗の対象は、本書の文脈上、男根ロゴス主義や男中心の抑圧的な社会であり、またジェンダー関係以外にも、隷属的な関係をもたらす抑圧構造のすべてが含まれるとする。また、両者の「転覆」のとらえ方に差があるとし、バトラーにとっては、たとえば異性装によって、当人が自然だと思いこんでいた「性の統一性」をゆるがす契機が得られるように、当たり前のことがそうではないと考えるきっかけを与えるものが「転覆」である。一方、ヌスバウムは、一回の転覆で大きく情勢を変え、そこに正しさを求めるようなイメージを持っており、これが議論に齟齬を生んでいるとする。
また、バトラーの「セックスはつねにすでにジェンダーである」という定式は、バトラーが「人にとって物質的な性的身体は何の重みもない」という主張をしたとして、特に反トランスのフェミニストによって批判されることがあった。この批判によれば、バトラーの議論は、女性というカテゴリーを無効化するものであり、女性の身体の確かさを軽視し、融通無碍なトランスジェンダーのイデオロギーを推進するものであるとされた。また、物質的なもの・政治的なものを無視し、ニヒリズムに陥り、主体を抹殺しているという批判もあった。
しかし、山田 (2019)によれば、バトラーはこの定式によって、「人が自分の身体に対して感じる主体的な経験の感覚は偽りである」と主張したわけではない。そうではなく、バトラーは、フェミニズムにおける「セックス」と「ジェンダー」の区別を問い直し、これまでこの区別によって排除されてしまっていた身体のリアリティを擁護することを意図している。バトラーは、ジェンダーが本質・基盤の無い「構築」であると言うが、これは、セックス・ジェンダーが自分にとってリアルなもの（自分を定義する根本的な要素）として経験されることを否定するものではなかった。

### 次著『問題＝物質となる身体』
バトラー自身は、『ジェンダー・トラブル』10周年記念版の序文で、『ジェンダー・トラブル』においては特にトランスジェンダー、インターセックス、人種化されたセクシュアリティ、人種混淆婚タブーといった観点を見落としていたこと、パフォーマティヴィティへの説明が不十分であったと述べている。こうしたバトラーの課題は、次著の『問題＝物質となる身体』に引き継がれた。サリー (2005, p. 15)によれば、『ジェンダー・トラブル』とその続編『問題＝物質となる身体』は、ジェンダー研究における必読図書とされている。

## 逸話
『ジェンダー・トラブル』は難解な文章で知られ、1999年に学術誌『哲学と文学』が掲載した、文体が嘆かわしい文章のコンテストでナンバーワンを獲得したことがある。サリー (2005, pp. 16–17)は、バトラーの文体は、問いかけを好むが、答えはめったに与えず、問いに次ぐ問いの連続という形を取り、連続したメビウスの輪のような文体であると述べる。なお、バトラー自身は、『ジェンダー・トラブル』の文体に対して腹立たしいと思う読者がいるであろうと認めながらも、同時に、「良い」散文の文体が分かりやすいという常識的な見解を否定し、文法や文体も政治的に中立ではないと述べている。
ただ同時に、その難解さにも拘わらず、アカデミズム領域には留まらない広く影響を与え、特にジェンダー規範から外れた人をエンパワメントした。当時、若い世代の女性が熱狂をもって迎えたことも知られる。さらにファンブックの『Judy!』をも生み出し、バトラーは第2版の序文で、この本の読者層の広さと、クィア理論の基礎的なテキストとしての地位を得たことに驚いたと述べている。
2018年11月23日、劇作家のジョーダン・タナヒルは、ハンガリーの首相オルバーン・ヴィクトルがジェンダー学プログラムの認定と資金提供を撤回する決定に抗議して、国会議事堂の前で本書の全編を朗読した。